# George Drouillard
George Drouillard (* 1773; † 1810 in Three Forks, Montana) war ein Jäger und Dolmetscher während der Lewis-und-Clark-Expedition zum Pazifischen Ozean.
George Drouillard war der Sohn eines franko-kanadischen Vaters und einer Shawnee-Indianerin.
Er wurde aufgrund seiner exzellenten Fähigkeiten als Jäger, der Erfahrung mit Indianern und guter Kenntnisse in der Zeichensprache von Captain Daniel Bissell für die Lewis-und-Clark-Expedition empfohlen. Im November 1803 schloss er sich im Fort Massac am Ohio River als Dolmetscher der Expedition an.
Drouillard war einer der geschicktesten Jäger der Forschungsexpedition und zeichnete sich durch ein souveränes Verhalten in Gefahrensituationen aus. Er war oft mit Meriwether Lewis als Kundschafter unterwegs. Aufgrund seiner Kenntnis der Zeichensprache war er bei Erstkontakten mit unbekannten Indianerstämmen ein wichtiger Vermittler.
Nach dem Ende der Lewis-und-Clark-Expedition gründete er mit Manuel Lisa, einem in St. Louis ansässigen Händler, die Lisa-und-Drouillard-Expedition. Die Handelsexpedition folgte dem Flusslauf des Missouri River, um Pelzhandel zu betreiben. George Drouillard kam in die Region von Three Forks, im heutigen Montana, dem Zusammenfluss von Jefferson River, Madison River und Gallatin River, um mit anderen Männern einen Handelsposten aufzubauen. Die Männer wurden aber mehrfach von Gros-Ventre- und Blackfoot-Indianern angegriffen.
George Drouillard wurde 1810 bei einem der Angriffe getötet und verstümmelt.